# Sandusky (Ohio)
Sandusky – miasto w Stanach Zjednoczonych, w północnej części stanu Ohio, położone nad jeziorem Erie.
Liczba mieszkańców w 2000 roku wynosiła 27 968. Miasto słynie z parku rozrywki Cedar Point, jednego z największych tego typu na świecie.
W mieście rozwinął się przemysł maszynowy, metalowy oraz papierniczy.

## Port
Sandusky ma port promowy oraz przeładunkowy. Ponadto na wybrzeżu jeziora Erie znajdują się trzy mariny: Venetian, Sandusky Harbor Marina, Dock and Bay Marina.

## Nazwa
Nazwa miejscowości wywodzi od hurońskiego słowa saundustee, oznaczającego "wodę", lub od słowa andusti, które oznacza "zimną wodę". 
Istnieje również hipoteza, że nazwa pochodzi od nazwiska Antoniego Sadowskiego polskiego szlachcica, tłumacza oraz pioniera dzikiego zachodu.

## Klimat
Miasto leży w strefie klimatu kontynentalnego, z gorącym latem, należącego według klasyfikacji Köppena do strefy Dfa. Średnia temperatura roczna wynosi 10,8°C, a opady 843,3 mm (w tym do 41,1 cm opadów śniegu). Średnia temperatura najcieplejszego miesiąca - lipca wynosi 23,5°C, najzimniejszego - stycznia -2,7°C, podczas gdy rekordowe temperatury wynoszą odpowiednio 40,6°C i -26,7°C.